# Liste metrischer Begriffe
Die folgende Liste erfasst Begriffe der Verslehre, die nicht Bezeichnung bestimmter metrischer Formen sind. Zu diesen siehe:
- Liste von Versfüßen
- Liste von Versmaßen
- Liste von Strophen- und Gedichtformen

## Begriffe
- Akephalie, akephal: Fehlen eines metrischen Elements am Beginn eines Verses
- Anaklasis: Vertauschung zweier aufeinanderfolgender metrischer Elemente (vor allem bei Ionikus)
- Antepaenultima (syllaba): vorvorletzte Silbe bzw. Silbenposition
- äolische Basis: ersten beiden Silben in äolischen Versmaßen, bei denen jede Kombination von Kürze und Länge möglich ist
- Aphärese: in der lateinischen Prosodie Wegfall eines anlautenden Vokals
- Arsis: „Hebung“; kürzerer Teil des Versfußes in der griechischen Metrik, ab der Spätantike entspricht die Arsis der Hebung der Stimme, also dem betonten Teil
- Brevis in longo: Zulässigkeit, am Versende Elementum longum mit einer kurzen Silbe zu realisieren
- Dihärese: vom Versmaß gefordertes Wortende zwischen zwei Versfüßen; vgl. Zäsur
- Elementum anceps: Metrisches Element, das durch kurze, zwei kurze oder lange Silbe realisiert werden kann
- Elision: Wegfall des ersten Vokals bei Zusammentreffen zweier Vokale an der Wortgrenze; vgl. Synaloiphe
- Hephthemimeres: Zäsur nach sieben Halbfüßen
- Hiat: Zusammentreffen zweier Vokale an der Wortgrenze, ohne dass Elision oder Synaloiphe eintritt
- Iktus: Taktschlag in der antiken Metrik, taktgemäße Hebung in der akzentuierenden Metrik
- Katalexe, katalektisch: um ein metrisches Element am Ende verkürztes Versmaß
- Kolon: Gliederungseinheit zwischen dem kleineren Komma und der größeren Periode
- Komma: kurzer Abschnitt eines Verses
- Metrisches Element: kleinster Teil eines metrischen Schemas, das durch lange, kurze oder zwei kurze Silben realisiert werden kann
- Metron, Metrum: aus ein oder zwei Versfüßen bestehender Teil eines Verses
- Metrum: metrisches Schema eines Verses
- Paenultima (syllaba): vorletzte Silbe bzw. Silbenposition
- Penthemimeres: Zäsur nach fünf Halbfüßen
- Periode: mehrere Kola oder Verse umfassende Gliederungseinheit
- Prosodie: Gesamtheit der die lautliche Umsetzung von Versen betreffender Regeln und Phänomene (Quantität, Verschleifung, Aspiration usw.)
- Skansion: Bestimmung des Versmaßes und entsprechender Vortrag
- stichisch, monostichisch: metrisches Schema mit fortlaufender Wiederholung des gleichen Versmaßes
- Synaloiphe: Verschleifung eines auslautenden Vokals mit dem anlautenden des Folgewortes zu einem Diphthong; vgl. Elision
- Synaphie: bruchloser Übergang zwischen zwei Verszeilen
- Synizese: Verschleifung zweier Vokale im Wortinnern zu einer Silbe
- Thesis: „Senkung“; längerer Teil des Versfußes in der griechischen Metrik, ab der Spätantike entspricht die Arsis der Senkung der Stimme, also dem unbetonten Teil
- Verselement: kleinster Teil eines metrischen Schemas bzw. dessen Realisierung im Vers
- Versfuß: kleinste (sich wiederholende) rhythmische Einheit im Versmaß
- Versmaß: dem Vers zugrundeliegendes metrisches Schema
- Zäsur: Wortende als Teil eines metrischen Schemas, insbesondere im Inneren eines Versfußes; vgl. Dihärese